# Josep Janés i Olivé
Josep Janés i Olivé (l'Hospitalet de Llobregat, 1913 – els Monjos, Alt Penedès, 1959) fou un poeta i editor català. La Biblioteca Josep Janés i Olivé del barri de Collblanc i l'Escola Josep Janés de l'Hospitalet porten el seu nom.

## Biografia
De formació autodidacta, abans de la Guerra Civil va col·laborar en diversos diaris catalans de Barcelona. Fundà la revista Bandera (1930), a Collblanc. Després dirigí El Diari Mercantil (1932-1933) i fundà el diari Avui - Diari de Catalunya (1933). El 1934 inicià la col·lecció Quaderns literaris i durant la guerra La Rosa dels vents.
Durant la guerra treballà per als Serveis de cultura al front i va dirigir la revista quinzenal Amic. S'exilià a França i fou empresonat el 1939 i fou condemnat a mort. Posteriorment, va ser alliberat per l'aval de diversos escriptors falangistes (en especial Eugeni d'Ors) que ell havia defensat públicament durant la guerra.
El 1940 fundà l'empresa editora en llengua castellana Josep Janés, que tingué un fort èxit econòmic i que publicà la segona novel·la de Francesc Candel Donde la ciudad cambia su nombre (1957), per exemple. A partir de 1946 publicà alguns títols en català, reiniciant la col·lecció Rosa dels vents. Fou amic entranyable de Sebastià Juan Arbó.
Morí el 1959 en un accident d'automòbil als Monjos, juntament amb un germà i un altre familiar; fou sebollit al cementiri d'aquesta població. Després de la seva mort el seu fons editorial va ser integrat a l'editorial Plaza y Janés, junt amb el de l'editorial Lara.

## Obra poètica
- Tu. Poemes d'adolescència (1934), premi de la Flor Natural als Jocs Florals de Barcelona
- Combat del somni (1937), musicat per Frederic Mompou (1942/51)[4]
- Dotze puntes seques (1958)
- Poesía. 1934-1959 (2008), obres completes, edició bilingüe català-castellà

## Fons personal
El seu fons personal es conserva a l'Arxiu Nacional de Catalunya. La documentació va ser aplegada per la senyora Montserrat Costa del Rio (1912-1988) fruit de la seva relació amb l'escriptor Josep Janés i Olivé. Després de la mort de Montserrat Costa, la documentació ha estat conservada per Isidra Maranges i Prat fins al seu ingrés a l'ANC. La documentació ingressà el 7 de novembre de 1990 en concepte de donació. El fons conté la documentació generada i rebuda per Josep Janés i Olivé; documentació, bàsicament, produïda en funció de la seva activitat literària (poesia, original i publicada; articles periodístics); correspondència; documentació sobre Josep Janés (monografies, articles periodístics) i finalment, necrològiques.